# LSWR M7 class
LSWR M7 class — тип пассажирского танк-паровоза с осевой формулой 0-2-2. Паровоз разработан Дугалдом Драммондом для пассажиронапряжённой лондонской сети железных дорог Лондонской и Юго-Западной железнодорожной компании (LSWR). Паровоз справлялся со своей задачей успешно. В 1897—1911 годах было построено 105 паровозов нескольких модификаций в пяти сериях, которые различаются, например, длиной рамы. Многие паровозы были оборудованы дистанционным управлением, что не требовало разворотных приспособлений и перецепки локомотива на конце маршрута.
В парке LSWR и Southern Railway паровозы работали на пригородных маршрутах, позднее, с появлением более новых стандартных локомотивов, переводились на небольшие междугородние линии в Южной Англии.
Паровозы этого типа эксплуатировались до 1964 года, сохранилось два экземпляра: № 245 в Национальном железнодорожном музее и № 53 (BR 30053) в работоспособном состоянии на исторической железной дороге Swanage Railway.

## Предыстория
На LSWR возникла необходимость более крупного и мощного танк-паровоза взамен LSWR T1 class 0-2-2 1888 года (конструктор Уильям Адамс). Тип T1 с ведущими колёсами диаметром 5 ф. 7 д. (1702 мм) был разработан по требованиям LSWR в качестве компактного и надёжного локомотива для пригородных пассажирских поездов Лондона с их жёстким расписанием. В середине 1890-х годов пригородное сообщение вокруг столицы развивалось так быстро, что локомотивы старых типов не справлялись.

## Разработка и производство
Паровоз M7 был спроектирован Дугалдом Драммондом сразу после того, как он сменил Адамса на посту начальника службы тяги LSWR в 1895 году. Паровоз был крупнее T1 и имел наклонную колосниковую решётку большей площади, чтобы получить большую мощность котла. Драммонд опирался на успешный опыт конструирования LB&SCR D1 class для железной дороги Лондона, Брайтона и южного побережья на посту управляющего в Брайтоне в начале 1870-х, и своего NBR 157 class 1877 года для Северной британской железной дороги в Шотландии. Паровоз должен был стать самым тяжёлым 0-2-2 в Великобритании.
Первые 25 паровозов построены на Локомотивном заводе у Девяти Вязов в марте—ноябре 1897 года. Тип производился долго в пяти несколько отличающихся друг от друга модификациях. В 1897—1899 годах паровозы выходили с небольшим передним свесом и песочницами в передних брызговиках. На № 252—256 были установлены инжекторы, реверсор рычажного типа и коническая дверца дымовой коробки вместо плоской. В 1900 году песочницы перенесены в дымовую коробку, а потом в пространство под подножками.
После 1903 года введена рама длиной 36 ф. 3 д. (11,05 м) с более длинным свесом и другой реверсор. Согласно некоторым источникам, эти удлинённые паровозы обозначались как X14 class, но обычно их не разделяли под обозначением M7. В партии 1904/05 годов песочницы вернулись на передние брызговики, появился подогрев питательной воды, однопоршневые насосы и уравновешенные коленчатые валы. Во всех последующих паровозах насосы были двойного действия. Последний паровоз (105-й) выпущен в 1911 году.
Несколько удачных элементов конструкции Драммонд использовал на других своих моделях. Например, котёл, цилиндры и приводы были идентичны и полностью взаимозаменяемы с товарным паровозом LSWR 700 class 0-3-0 1897 года, а котёл был унифицирован с пассажирским LSWR C8 class 2-2-0.
| Год  | Заказ | Завод                | Количество | Номера LSWR           | Примечания |
| ---- | ----- | -------------------- | ---------- | --------------------- | ---------- |
| 1897 | M7    | LSWR Nine Elms       | 25         | 242-256, 667—676      | Короткий   |
| 1898 | V7    | LSWR Nine Elms       | 10         | 31-40                 | Короткий   |
| 1899 | E9    | LSWR Nine Elms       | 10         | 22-26, 41-44, 241     | Короткий   |
| 1900 | B10   | LSWR Nine Elms       | 5          | 112, 318—321          | Короткий   |
| 1900 | C10   | LSWR Nine Elms       | 5          | 322-324, 356—357      | Короткий   |
| 1903 | G11   | LSWR Nine Elms       | 5          | 123-124, 130, 132—133 | Длинный    |
| 1903 | H11   | LSWR Nine Elms       | 5          | 374-378               | Длинный    |
| 1904 | B12   | LSWR Nine Elms       | 5          | 21, 27-30             | Длинный    |
| 1904 | C12   | LSWR Nine Elms       | 5          | 108-111, 379          | Длинный    |
| 1905 | X12   | LSWR Nine Elms       | 5          | 45, 104—107           | Длинный    |
| 1905 | Y12   | LSWR Nine Elms       | 5          | 46-50                 | Длинный    |
| 1905 | B13   | LSWR Nine Elms       | 5          | 51-55                 | Длинный    |
| 1906 | D13   | LSWR Nine Elms       | 5          | 56-60                 | Длинный    |
| 1911 | X14   | LSWR Eastleigh Works | 5          | 125-129               | Длинный    |
| 1911 | A15   | LSWR Eastleigh Works | 5          | 131, 328, 479—481     | Длинный    |

### Давление пара
Согласно Bradley (p. 108) давление в котле 175 фунтов на кв. дюйм (1,21 МПа) было уменьшено до 150 фунтов на кв. дюйм (1,03 МПа) для увеличения срока службы котла в 1900 году, когда стало очевидно, что паровозы не будут использоваться для продолжительного движения с большой скоростью. H. C. Casserley утверждает, что давление, наоборот, было поднято

### Дистанционное управление
После 1912 года 31 паровоз M7 укомплектовали примитивным дистанционным управлением при помощи тросиков, чтобы экономить время на перецепку и разворот локомотива на конечной станции. Машинист размещался в специальной кабине впереди, а кочегар оставался на паровозе.
Эта система была сочтена небезопасной, потому что тросики провисали, заедали и вносили большую задержку. На 36 паровозах в 1930-37 годах установили систему дистанционного управления посредством сжатого воздуха, которая хорошо зарекомендовала себя на LBSCR. Компрессор требовал места, и эта модификация производилась только на удлинённых экземплярах класса.
Ещё четыре паровоза были оборудованы дистанционным управлением в 1960-62 годах, когда при капитальном ремонте им меняли короткие рамы на длинные.

### Отдельные модификации
После успешной работы на перегретом паре других паровозов Драммонда Роберт Ури в декабре 1920 года установил для эксперимента в M7 № 126 пароперегреватель, увеличенную дымовую коробку и цилиндры большего размера. В результате этого поднялся центр тяжести паровоза, что повлияло на его устойчивость на больших скоростях и исключало применение паровоза как на главных линиях по устойчивости, так и на ответвлениях по излишней мощности. Эксперимент признан неудачным, другие паровозы не модифицировались, а № 126 в 1937 году разобрали на запчасти. В 1931 году паровоз № 672 был оборудован автоматической локомотивной сигнализацией по системе Strowger-Hudd, которая не была в итоге принята на Южной железной дороге. Оборудование с паровоза демонтировано.

## Работа
Первые паровозы этого типа были использованы LSWR на полускорых поездах из Лондона в Портсмут, Эксетер и Плимут, а также Борнмут и Уэймут, но после схода у Тавистока в 1898 году, произошедшего на высокой скорости, были с этих линий сняты, потому что инспектор Бюро торговли раскритиковал применение паровозов без бегунковых осей на быстроходных поездах. В результате этого класс M7 стал прочно ассоциирован с небольшими линиями и лондонскими пригородными поездами.
С 1915 года по мере электрификации лондонских пригородов, паровозы M7 стали применяться на главных линиях для поездов, следующих со всеми остановками, и на рейсах в Гилфорд и Рединг. После образования Южной железной дороги в 1923 году паровозы этого класса стали отправлять дальше от Лондона, чаще на запад, но также и в Кент, и на линии Юго-восточной и Чатамской дороги между Редхиллом и Редингом.
В 1950-е годы значительное количество паровозов с дистанционным управлением было передано в центральный подрайон Южного района Британских железных дорог, в Брайтон и Хоршам взамен изношенных паровозов LB&SCR D3 class для местных поездов в Западном Суссексе на сети бывшей железной дороги Лондона, Брайтона и Южного побережья. Ещё 10 паровозов в 1955 году переведены в Танбридж-Уэллс и на станцию Три Моста в Восточном Суссексе. Тамошние машинисты эти паровозы не любили, предпочитая менее мощные SECR H class. Другие паровозы оставались в Лондоне на перегонке порожняка между Клапемом и Ватерлоо.
В юго-восточной Англии паровозы этого класса были заменены постепенно в конце 50-х — начале 60-х годов по мере электрификации линий и появления новых лёгких стандартных паровозов, дизельных маневровых локомотивов и многосекционных дизелей с электротрансмиссией. К концу 1963 года оставшиеся паровозы этого типа в большинстве своём базировались в Борнмуте и работали на линии к Суонажу.

## Известные происшествия
- 25 мая 1933 года локомотив № 107 с пассажирским поездом сошёл с рельсов в Лондоне на станции Рейнс-парк и остановился в габарите соседнего пути, после чего с ним столкнулся другой пассажирский поезд. 5 человек погибло, 35 были ранены. Сход произошёл из-за того, что при обслуживании пути на участке не было установлено ограничение скорости[8].
- 13 апреля 1948 года паровоз № 672 подавал вагоны с углём на подъёмник на станции Ватерлоо. Платформа подъёмника не была правильно закреплена, перекосилась, и подвижной состав рухнул в шахту лифта. Методов поднять оттуда локомотив и вагоны в целости не было, и их пришлось разрезать на дне шахты.
- 27 ноября 1962 года локомотив № 30131 сошёл с рельсов в Истлее (Гемпшир) из-за допуска к управлению неквалифицированного лица[9].

## Списание и сохранение

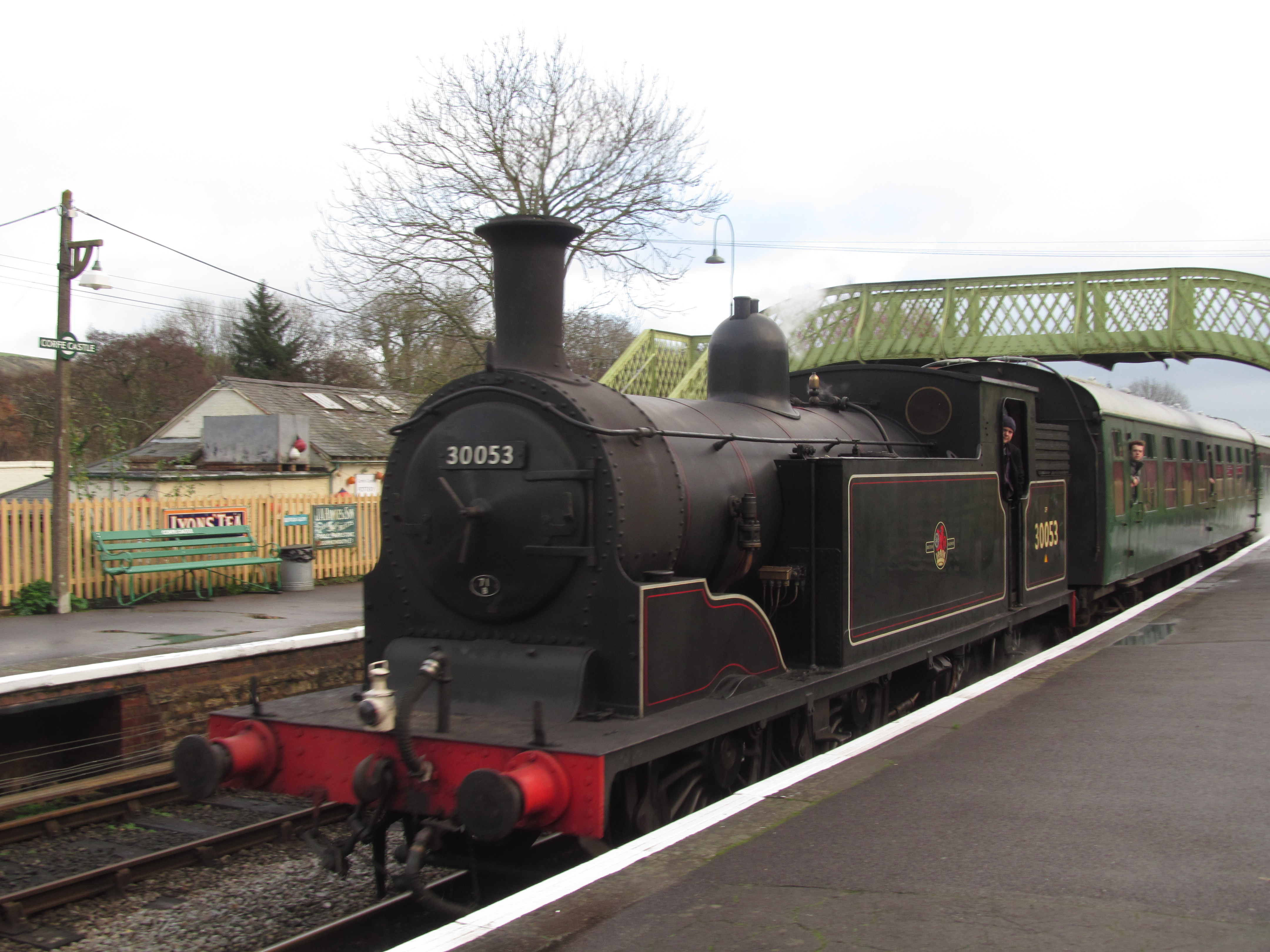
№ 30053 на станции Корфе-Касл

Кроме № 126 с экспериментальным котлом, разобранного в 1937 году, все локомотивы M7 в 1948 году были переданы British Railways. В том же году № 672 упал в шахту подъёмника и был разрезан на месте. Все остальные паровозы были списаны в 1957—1965 годах в рамках программы обновления 1955 года.
| Год  | На начало года, шт. | Списано | Номера локомотивов                                                           |
| ---- | ------------------- | ------- | ---------------------------------------------------------------------------- |
| 1937 | 105                 | 1       | 126                                                                          |
| 1948 | 104                 | 1       | 30672                                                                        |
| 1957 | 103                 | 4       | 30041-42, 30244/50                                                           |
| 1958 | 99                  | 8       | 30022/37-38, 30242-43, 30322/56, 30675                                       |
| 1959 | 91                  | 16      | 30026-27/30/46/54, 30123/30, 30252/56, 30318/23-24/74/76, 30481, 30671       |
| 1960 | 75                  | 8       | 30031/47/58, 30106/28, 30255, 30319, 30673                                   |
| 1961 | 67                  | 20      | 30023/40/43-44/59-60, 30104/09/24, 30246-48/53, 30357, 30479, 30667-69/74/76 |
| 1962 | 47                  | 14      | 30028/33/45/49-51, 30125/31-32, 30245, 30321/75/77-78                        |
| 1963 | 33                  | 20      | 30024/32/34-35/39/55-57, 30105/10/12/27/29, 30241/49/51, 30320/28/79, 30670  |
| 1964 | 13                  | 13      | 30021/25/29/36/48/52-53, 30107-08/11/33, 30254, 30480                        |

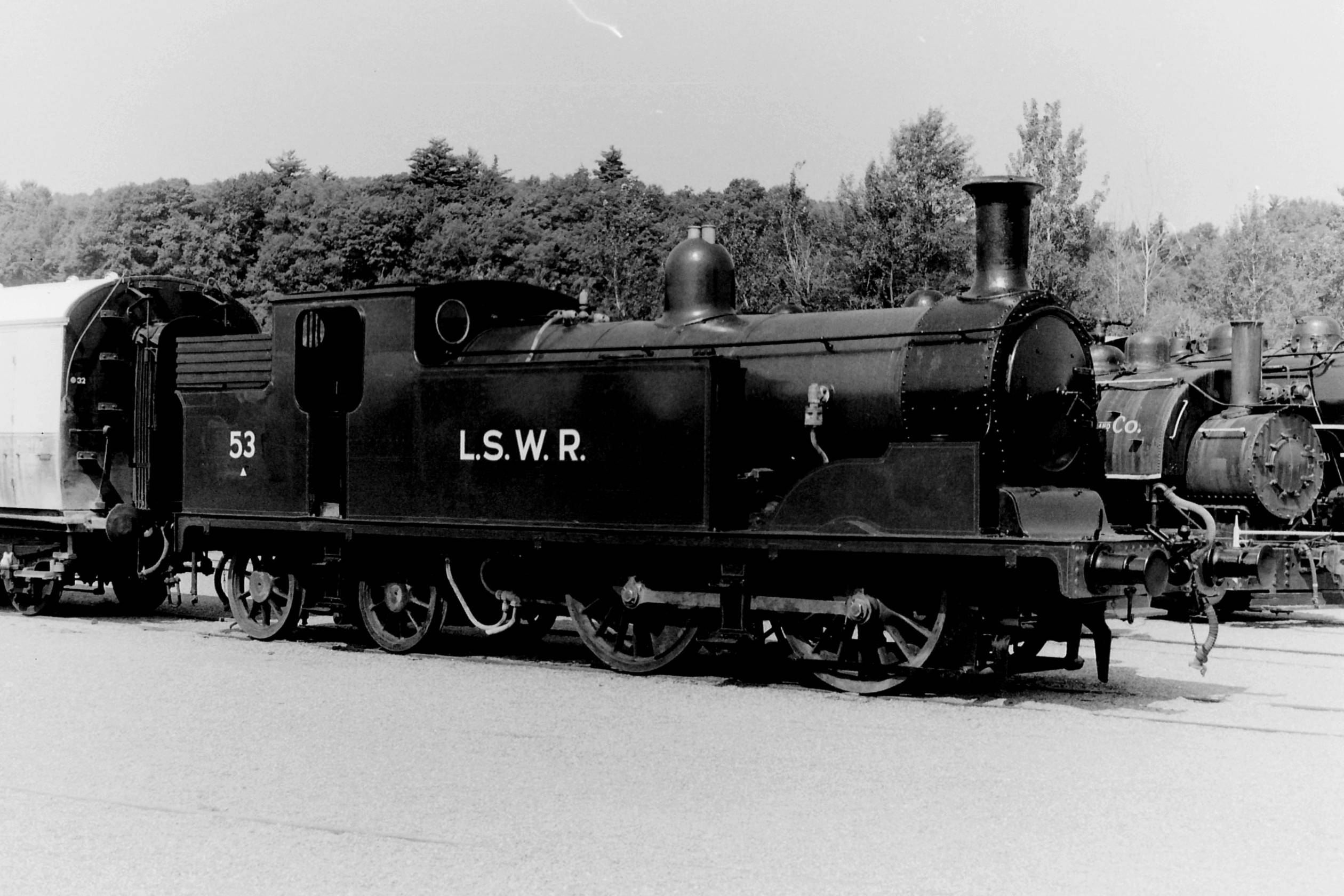
№ 30053 под № 53 в августе 1970 года в Стимтауне, Беллоус-фоллс, Вермонт, США

Из 105 экземпляров этого важного типа паровозов сохранено 2, оба производства Nine Elms, оба после музеефикации работали:
| Номер   | Номер | Построен     | Списан      | Прослужил          | Хранится                                  | Владелец                     | Ливрея       | Состояние                 | Фотографи | Примечания                                  |
| LSWR/SR | BR    | Построен     | Списан      | Прослужил          | Хранится                                  | Владелец                     | Ливрея       | Состояние                 | Фотографи | Примечания                                  |
| ------- | ----- | ------------ | ----------- | ------------------ | ----------------------------------------- | ---------------------------- | ------------ | ------------------------- | --------- | ------------------------------------------- |
| 245     | 30245 | апрель 1897  | ноябрь 1962 | 65 лет и 7 месяцев | Национальный железнодорожный музей (Йорк) | государственная коллекция    | LSWR зелёная | неподвижная экспозиция    |           | Известна стоимость — £1846 в 1897 году.     |
| 53      | 30053 | декабрь 1905 | май 1964    | 58 лет и 5 месяцев | Суонажская историческая железная дорога   | Drummond Locomotives Limited | нет          | работоспособен, в ремонте |           | Продан в США в 1967 году, выкуплен в 1987-м |

Несмотря на то, что эти паровозы имеют невысокую мощность и небольшой запас воды, музейные экземпляры бывали на главных линиях. № 30245, когда ещё работал, приезжал своим ходом по выходным и в 1988 году был на вокзале Ватерлоо. В 2009 году № 30053 прибыл по железной дороге из Суонажа в Истлей вместе с № 34028 Eddystone и № 34070 Manston, но, поскольку эти паровозы не сертифицированы для работы на главных линиях, их буксировали дизелем.

## Ливреи и нумерация

### LSWR и Southern Railway
Во времена LSWR паровозы этого типа окрашивались в разные ливреи. Наиболее прочно в этот период с ними была связана светло-зелёная шалфеевая окраска пассажирской службы LSWR с пурпурно-коричневыми каёмками, образующими зелёные филёнки. Золотистые, обведённые белым и чёрным буквы LSWR наносили на резервуар для воды, а номер локомотива — на угольный бункер. В музее № 245 окрашен в совсем другой оттенок зелёного.
При передаче Southern Railway в 1923 году паровозы были перекрашены в более тёмный вариант ливреи LSWR, а к номерам добавлена буква E, означающая завод Eastleigh. Таким образом удалось избежать путаницы с локомотивами тех же номеров с других дорог (буквой A — Ashford — обозначались паровозы Юго-восточной и Чатамской дороги, а B — Brighton — железной дороги Лондона, Брайтона и Южного побережья). После 1931 года паровозы были перенумерованы, и буквенные префиксы сняты.
Золотистые надписи LSWR были заменены жёлтыми Southern с белой и чёрной обводкой.
С назначением главным инженером Южной дороги Оливера Буллида ливрею вновь сменили. Основные пассажирские локомотивы красили в малахитово-зелёный с солнечно-жёлтыми надписями, с жёлтой и чёрной обводкой и чёрными сплошными каёмками. Для M7 эта схема не применялась, они были чёрные с солнечно-жёлтыми надписями и зелёными тенями. В годы войны паровозы по мере ремонта проходили перекраску в военный чёрный, и некоторые экземпляры сохранились в таком виде до национализации.
Нумерация паровозов зависела от заказа, по которому они были изготовлены.
После войны четыре паровоза (№ 38, 242, 243 и 244) были перекрашены в малахитовый зелёный для работы на вокзале Ватерлоо.

### После национализации
При национализации паровозы M7 Class были классифицированы как тяговый класс 2P British Railways. Окраска их сохранялась чёрная, как на Южной дороге, но два паровоза (№ 30038 и 30244) успели перекрасить в малахитовый с жёлтой надписью British Railways шрифтом Gill Sans. В конце концов паровозы были покрашены в чёрную грузопассажирскую ливрею BR. Нумерация на некоторое время осталась от Южной дороги, для ясности использовался префикс S (Southern), а затем к ним была применена стандартизированная система BR с присвоением серии 30xxx.

## Модели
Модель M7 типоразмера N в 2006 году выпускала фирма Dapol, производство её завершено. В феврале 2021 года анонсирован выпуск новой модели.
Hornby Railways производят модель M7 в типоразмере OO (масштаб 4 мм/фут или 1:76,5). Ранее Triang Hornby company выпускала модель того же размера с открывающейся дверцей топки и фигурками экипажа паровоза (каталожный номер R.754, 1967 год).